# Amegilla griseotecta
Amegilla griseotecta är en biart som först beskrevs av Cockerell 1946.  Amegilla griseotecta ingår i släktet Amegilla och familjen långtungebin. Inga underarter finns listade i Catalogue of Life.